# One Vision
«One Vision» (укр. «Одне бачення») — пісня британського рок-гурту «Queen», яка спочатку вийшла як сингл у листопаді 1985 року, а потім увійшла до альбому «A Kind of Magic» 1986 року. Спочатку пісня була задумана Роджером Тейлором.
Існує припущення, що пісня була натхненна або виступом гурту раніше на концерті «Live Aid» у 1985 році, або життям і подвигами Мартіна Лютера Кінга, її лірика оповідала про боротьбу і подолання людиною нерівності. У документальному фільмі «BBC» 2011 року, «Queen: Days of Our Lives», Тейлор заявив, що лірика пісні "начебто наполовину взята з відомої промови Мартіна Лютера Кінга". Музичне відео до цієї пісні містило перехід з використанням "морфінгового" ефекту знаменитої пози гурту із відео до пісні «Bohemian Rhapsody» 1975 року до версії такої ж пози 1985 року. Пісня була включена у всі живі концертні виступи «Queen» під час «The Magic Tour», як перша пісня кожного концерту. «Queen» заявили, що вони вибрали «One Vision» як вступну пісню, тому що її інтро (вступ) слугувало чудовим введеням концерту.

## Складова пісні

### Написання пісні
Первісна задумка пісні виникла у Роджера Тейлора. Працювати над піснею вчотирьох запропонував Фредді Мерк'юрі. Він подзвонив іншим трьом членам гурту і попросив їх прийти в студію, де проходили записи. Гурт вирішив, що пісня буде приписана всім чотирьом, але переважно її написали Браян Мей (акорди) та Роджер Тейлор (тексти). Фредді Мерк'юрі відповідав за виробництво і аранжування і «полірував» те, що склали інші. Це був один з перших випадків, коли гурт «Queen» зараховував авторство пісні за всіма учасниками гурту. До цього авторство пісні зазвичай приписували певному учасникові, який її створив.

### Спотворені голоси
У пісні містяться загадкові і незрозумілі спотворені голоси у вступі (також з'являються під час барабанної секції Роджера Тейлора, і в кінці, у альбомній та подовженій версіях), найбільш повно ці голоси збережені в сингловій версії.
Сенс в цих голосах з'являється, якщо слухати їх в прискореному режимі. Вони кажуть: "God works in mysterious ways ... mysterious ways ...". Хоча офіційний фан-клуб «Queen» стверджував, що другу частину виконав Браян Мей, найімовірніше, її також виконав і Фредді Мерк'юрі, теж в кінці першої частини, а його голос був просто спотворений по-іншому, перед тим, як його додали в пісню. Така точка зору має сенс, тому що це видно в документальних відеозаписах «Magic Years» і «Greatest Video Hits 2» про студійні сесії гурту під час запису «One Vision», там, де співає Мерк'юрі[джерело?].
З обох відео можна дізнатися, що текст спотворених голосів звучить наступним чином: "God works in mysterious ways ... mysterious ways ... and Hey, people! All around the world! I look forward to those glorious days again!" ("Шляхи Господні несповідимі ... несповідимі ... агов, люди! По всьому світу! Я прагну повернення тих славних днів!"). Останній рядок звучав неоднозначно на той момент (зокрема, і через слова «helps» (допомагає)), через музику (раньої прото-версії композиції, без спотворення голосів і без перкусії вступу «One Vision») на задньому фоні.
Слова в середині пісні про мрію Роджер Тейлор узяв зі знаменитої промови Мартіна Лютера Кінга, яку він виголосив на сходинках Меморіалу Лінкольна у Вашингтоні у 1963 році.

### «Fried Chicken»
В останньому рядку пісні звучить фраза «fried chicken» («смажена курка») (і в студійній, і в живій версіях), хоча в тексті прописано «one vision». Це результат жарту Фредді Мерк'юрі, викликаного тим, що в день запису у гурту на обід була смажена курка. Це було наслідком намагання придумати правильне формулювання пісні, і оскільки це не виходило, Фредді Мерк'юрі в якийсь момент представив слова, які не мали нічого спільного з піснею заради веселощів. Джим Хаттон, людина, яка знала Фредді, в своїй книзі розповідає, що Фредді не був упевнений, додавати цю фразу чи ні, і тоді Джим завів Фредді, сказавши, що той «досить великий, щоб йому це зійшло з рук» («big enough to get away with it»).

## Живе виконання
У живі виконання пісні входили додаткові секції на початку, відразу після гітарних рифів без перкусії, і в подовженому фіналі, який включав ще й додатковий вокал Фредді Мерк'юрі. Цей вокал був представлений не на всіх концертах, найвідомішим з тих, де ця особливість була, став виступ на стадіоні «Маймарктгеленде» в Маннхеймі 21 червня 1986 року.
Також у живих виконаннях пісні були різні вступи, з початком, як в сингловій версії, що потім переходить в альбомну версію, але з повтором секції майже в кінці. Також були представлені оригінальні версії спотворених голосів, як в синглі.
Версія, яка прозвучала на стадіоні «Вемблі», відрізнялася від описаної вище — там була використана повна версія запису з перекрученими голосами, перша частина була як в альбомній та подовженій версіях, але перехід до другої частини був як у версії, про яку розповідалося вище, і вона включала повторювану секцію в кінці. На відео концерту 12 липня видно і чутно, що у вступі замість спотворених голосів прозвучала середина інструментальної частини студійної версії пісні «Brighton Rock». Версія пісні 11 липня не виходила офіційно. У жодній з двох версій вступу не містилося студійної версії пісні.

## Б-сторона
Б-сторона синглу містила ремікс-версію, на основі подовженої, і зовсім іншу (але не структурно) версію барабанної секції Роджера Тейлора, але з таким же закінченням (але з подовженою версією музики плюс з додатковими неспотвореними голосами поверх фінальних слів «vision vision vision vision», як в сингловій версії), і з повторенням спотворених голосів (в новому вигляді, з запису першої репетиції), плюс з доданими новими перекрученими голосами (хоча їх дуже мало, переважно оригінальна версія). Ця версія вийшла в обох форматах (7" і 12"), і названа «Blurred Vision».

## Музичне відео
У музичному відео до «One Vision», що зняли у вересні 1985 року, переважно показано гурт «Queen», який записує пісню в студії «Musicland Studios» в Мюнхені. Це перше відео, яким керували та поставили для «Queen» австрійські режисери Руді Долезал та Ханес Роззахер, також ця спілка знана як «DoRo». Між «DoRo» та «Queen» встановилися плідні робочі стосунки, які призвели до появи численних відомих відеокліпів, частина яких отримала нагороди («Innuendo», «The Show Must Go On» й інші).
У відео також показано «морфінговий» ефект переходу знаменитої пози гурту 1974 року з обкладинки альбому «Queen II» і відеокліпу до пісні «Bohemian Rhapsody» 1975 року до версії цієї ж пози 1985 року. У відео навіть показано Джона Дікона за барабанами. Також було створено відео, відповідне до версії пісні на 12-дюймовій платівці, яке увійшло до збірок «Queen Rocks The Video» на VHS і «Queen: Greatest Video Hits 2» на DVD.

## Позиції в різних чартах
«One Vision» стала черговим хітом «Queen» у багатьох країнах, досягаючи зазвичай «топ-40», як це сталося в Нідерландах (№ 21), Швейцарії (№ 24) і Німеччини (№ 26). Відносний успіх чекав пісню і в «Billboard Hot 100», там вона піднялася до 61-го місця. По-справжньому велике визнання вона заслужила на батьківщині, у Великій Британії, досягнувши там 7-го місця в чартах синглів, великий успіх для того періоду, оскільки в Британії якраз стали слухати більше поп-музику, ніж рок. Крім цього, в Австралії пісня зайняла 10-е місце в чарті «ARIA Chart».

## Музиканти
- Фредді Мерк'юрі — головний вокал, бек-вокал;
- Браян Мей — електрогітара, синтезатор, бек-вокал, семплер;
- Роджер Тейлор — ударні, електроударні, бек-вокал;
- Джон Дікон — бас-гітара.

## «One Vision»в аудіовідеографії«Queen»
- Queen — Magic Years vol. 1 (1987) VHS
- Queen — At Wembley (1990) VHS
- Queen — Live At Wembley '86 (1992) CD
- Queen — Live At Wembley Stadium (2003) DVD
- Queen — Live In Budapest (1987) VHS
- Queen — Greatest Hits II (1991) CD
- Queen — Greatest Flix II (1991) VHS
- Queen — Greatest Video Hits 2 (2002) DVD
- Queen — Box Of Tricks (1992) Бокс сет (VHS + CD + буклет)
- Queen — Reigns The World (19??) CD (Маннхейм, концерт 21 червня 1986 року)

## Чарти
| Чарт (1985–1986)                           | Позиція |
| ------------------------------------------ | ------- |
| Австралія (Kent Music Report)              | 10      |
| Бельгія (Ultratop Flanders)                | 28      |
| Ірландія (IRMA)                            | 5       |
| Нідерланди (Dutch Top 40)                  | 21      |
| Нідерланди (Mega Single Top 100)           | 21      |
| Польща (LP3)                               | 33      |
| Канада (RPM)                               | 76      |
| Західна Німеччина (Official German Charts) | 26      |
| Швейцарія (Media Control AG)               | 24      |
| Велика Британія (Official Charts Company)  | 7       |
| США (Billboard Hot 100)                    | 61      |
| США (Mainstream Rock) (Billboard)          | 19      |

| Чарт (2005)    | Позиція |
| -------------- | ------- |
| Франція (SNEP) | 76      |

## Кавер-версії
Багато музикантів робили кавери на «One Vision», найвідоміший з них — робота словенського індастріал гурту «Laibach», німецькою мовою, названа «Geburt Einer Nation» («Народження нації»). Ця версія сильно відрізняється від оригіналу, позитивний настрій і приємне звучання замінені важкими звуками і негативним змістом, закладеним в кавер-версію. Справа в тому, що гурт «Laibach» зробив пісню, яка пропагує нацизм. Ця пісня показала неоднозначність таких рядків, як «one race one hope/one real decision» в свою користь. Версія вийшов 1987 року в альбомі «Opus Dei». Її також виконали наживо самі «Laibach», і вони ж разом з «Dream Theater».